# Geneticky modifikovaný organismus
Geneticky modifikovaný organismus (GM organismus, GMO) je organismus, jehož genetický materiál (tedy DNA, příp. RNA u RNA virů) byl úmyslně změněn, a to způsobem, kterého se nedosáhne přirozenou rekombinací. V současnosti jsou genetické modifikace předmětem mnoha diskuzí.

## Dělení zásahů
Zásahy do genetického materiálu organismů můžeme rozdělit na několik způsobů. Prvním jsou nahodilé zásahy působením mutagenů nebo ionizujícího záření. Takto vznikla například většina současných odrůd pšenice, řepky a dalších plodin. Tyto nahodilé zásahy však nejsou považovány za genetickou modifikaci a nevztahují se na ně regulace vyplývající ze zákona o nakládání s GMO (zákon č. 78/2004 Sb.).
Druhým typem jsou cílené zásahy. Mutace jsou získány tak, že do organismu vneseme nebo v něm cíleně deaktivujeme nějaké konkrétní geny (například rostliny, do nichž byl za pomoci bakterie Agrobacterium tumefaciens vnesen gen pro odolnost k herbicidům nebo gen pro produkci insekticidů – viz např. Bt-kukuřice).
GMO, do kterého byl metodami genetického inženýrství cíleně přenesen gen z jiného druhu, se nazývá transgenní organismus a proces se nazývá transgenoze.

## GM bakterie a kvasinky
Genetické modifikace bakterií a jednobuněčných eukaryotických organismů – kvasinek, se využívá například k výrobě lidského inzulínu. Přenáší se rekombinantní DNA z beta-buněk Langerhansových ostrůvků slinivky břišní do buňky Escherichia coli nebo Saccharomyces cerevisiae, které poté syntetizují inzulín.
V roce 1985 byl stejným způsobem připraven i růstový hormon. Obě látky mají jednoduchou strukturu (jejich geny neobsahují introny), proto je bakteriální buňky vytváří v aktivní formě.

Rok 1986 – vytvoření vakcíny proti virové hepatitidě B, a to zavedením genu pro tvorbu povrchového proteinu tohoto viru do kvasinkových buněk. Na rozdíl od oslabených či inaktivovaných preparátů viru neobsahuje látka virovou DNA, která by sama mohla chorobu vyvolat a je proto zcela bezpečná.

## GM rostliny
Jsou-li geneticky modifikovaným organismem rostliny, nazýváme je většinou transgenní rostliny.

### Druhy genetických modifikací rostlin
První transgenní rostlinou byl v roce 1983 tabák (Nicotiana) s resistencí k antibiotiku kanamycinu a již v roce 1987 byly skupinou Rogera Beachyho (Washingtonova Univerzita, St. Louis) úspěšně provedeny první polní pokusy zemědělské plodiny – rajčat odolných k viru TMV (virus mozaiky tabáku). Omezením této metody je, že Agrobacterium infikuje převážně dvouděložné rostliny. Vypracování protokolů pro transformaci jednoděložných rostlin (jako jsou například obilniny) bylo až do nedávné doby velmi obtížné.
Základní objevy v této oblasti byly učiněny koncem 60. a začátkem 70. let a přispěli k nim zejména Jeff Schell a Marc Van Montagu (Univerzita v Ghentu), Mary-Dell Chilton (Washingtonova Univerzita, St. Louis) a Ernie Jaworski (Monsanto, St. Louis). V první polovině 80. let se pak podařilo díky rozvoji molekulární biologie upravit přirozené Ti-plazmidy tak, že namísto genů vyvolávajících rostlinné onemocnění mohly být vloženy geny propůjčující rostlinám zemědělsky užitečné vlastnosti.
K výhodným vlastnostem, kterých se docílí genetickou modifikací, patří například odolnost vůči škůdcům (Bt toxin), proti některým pesticidům, lepší nutriční hodnoty a odolnost vůči nepříznivému klimatu.

### Metody genetického inženýrství u rostlin

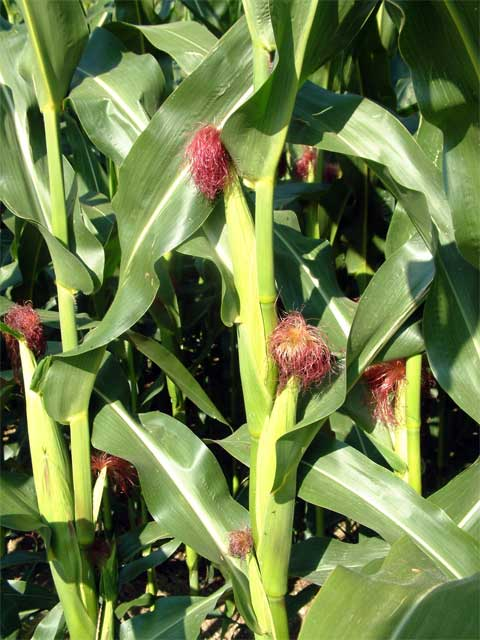
GM kukuřice setá je vedle bavlny jedna z nejčastěji používaných GM plodin (ilustrační obrázek)

Pro přípravu transgenních rostlin se používají nejčastěji dvě metody – transformace pomocí agrobakterií (agroinfekce) kdy se využívá bakterie Agrobacterius tumefaciens, která přenáší vlastní geny do buněk rostlin přes Ti-plazmidy a biolistické “nastřelení“ předem vysrážená DNA na povrchu velmi drobných těžkých kovů do buněčného jádra. Existuje ještě několik dalších metod, například přímý přenos DNA do protoplastů, první dvě metody jsou však většinou jednodušší a účinnější, proto se přímý přenos i ostatní metody používají jen ve speciálních případech (například známá kukuřice BT11 od firmy Syngenta). Obecně vzato, volbu metody ovlivňuje mimo dostupnosti dané metody a druhu transformované rostliny hlavně účel, kvůli kterému má být rostlina transformována. Ne každá transgenní rostlina je určena pro komerční pěstování jako zemědělská plodina. Mnoho transgenních rostlin vzniká jen pro základní výzkum a později je zlikvidována. Pro transgenní rostlinné modely bývají někdy použity složitější druhy transformace v závislosti na tom, co by se pomocí nich mělo zjistit.
Při transformaci pomocí bakterie Agrobacterium tumefaciens se využívá přirozené schopnosti této patogenní bakterie vnášet některé své geny z takzvaného Ti-plazmidu do genomu rostliny. Přirozeným důsledkem infekce a inzerce bakteriálního genu je, že tyto cizorodé geny přinutí rostlinu samu vytvořit v místě infekce nádor a syntetizovat tam speciální aminokyseliny, kterými se pak bakterie živí. Takto napadené rostliny jsou tak přirozenými transgenními rostlinami.
Druhá hlavní metoda používaná k transformaci zemědělských plodin se nazývá biolistická. Požadovaná DNA se nejprve vysráží na povrchu nepatrných částeček zlata nebo wolframu, případně jiného těžkého kovu. Tyto tzv. projektily se pak pod vysokým tlakem helia „nastřelí“ do rostlinné tkáně, přičemž v určitém procentu případů je zasaženo jádro a ve zlomku těchto „šťastných“ zásahů se během oprav poškození způsobených zlatým projektilem cizorodá DNA spojí s rostlinným genomem.
Kromě vlastní transformace, tj. přenosu cizorodé DNA do genomu rostliny, je dalším, neméně důležitým předpokladem vzniku transgenní rostliny regenerační protokol. Jde o to, že je zapotřebí nějakým způsobem vypěstovat úplnou a navíc plodnou rostlinu z jediné buňky, která prošla úspěšně transformací. Pro některé rostliny je regenerace z jediné buňky na dospělou rostlinu snadná (huseníček rolní, tabák) a pro některé (maniok) velmi obtížná či zatím zcela neznámá. To je problém zejména v případě tropických plodin pro rozvojové země, do jejichž vývoje nikdo nechce investovat moc peněz.
V současnosti jsou nejběžnějšími transgenními plodinami sója, kukuřice, bavlník a řepka olejná.

### Geneticky modifikovaná rýže – Zlatá rýže
Díky zvýšenému obsahu koncentrace β-karotenu v jejich semenech, z něhož vzniká v lidském těle provitamín A lze říci, že těmito metodami lze zabránit hladomoru ve třetích zemích a zachování hodnot vitamínu alespoň v částečné normě. Nedostatek vitamínu A vede k poruchám zraku a každoročně osledne až 500 000 dětí a polovina z nich na avitaminózu umírá.
Zlatá rýže byla prvně schválena v roce 2018 v USA, na Novém Zélandu, v Kanadě a v Austrálii. Profesor Potrykus a mnozí další jeho vědečtí kolegové či přátelé věnovali úsilí o zpřístupnění zlaté rýže spotřebitelům téměř dvě desítky let. Sám relevantní výzkum se postupně přesunul do International Rice Research Institute (IRRI) ve filipínské Manille. Čelil dlouhodobě i přímé ekoteroristické agresi, při níž byla zmanipulovaným davem místních i zahraničních „rolníků“ devastována tamní výzkumná pole. Mediálně kriminalizován byl společný projekt amerických a čínských vědců i publikace jeho výsledků v American Journal of Clinical Nutrition v roce 2012. Na druhé straně právě Čína, resp. společnost China National Chemical Corporation předloni odkoupila společnost Syngenta, která již v roce 2005 učinila ve vývoji zlaté rýže zásadní pokrok. S velkou pravděpodobností nebude jen využívat její know-how v konvenčním semenářství či výrobě agrochemikálií, ale také v řešení svých vlastních problémů s VAD.

### Pěstování GM rostlin v Česku
První geneticky modifikovanou plodinou, kterou bylo v České republice povoleno komerčně pěstovat, se stala kukuřice firmy Monsanto typu MON 810. Do této odrůdy byla vložena sekvence genu cry z bakterie Bacillus thuringiensis, který řídí produkci tzv. Bt-toxinu (δ-toxinu). Bt-toxin je jedovatý pro určité druhy hmyzu (navozuje perforaci jejich střev). Místa pěstování v ČR zveřejnila v červenci 2008 organizace Greenpeace. Zatímco v Evropské unii výměr zemědělské půdy oseté GM plodinami v roce 2008 poklesl, v Česku se osetá plocha zvýšila a byla druhá nejvyšší v EU po Španělsku., V roce 2009 poprvé výměra zemědělské půdy osetá GM plodinami poklesla a to z 8 380 ha v roce 2008 na 6 480 ha v roce 2009 až na přibližně 4500 ha v roce 2013. Důvodem poklesu je administrativa spojená s pěstováním GMO, potíže s odbytem a vyšší cena osiva. V některých oblastech je rovněž nižší výskyt škůdce, a tak se pěstovaní GM kukuřice nevyplatí.

### Geneticky modifikovaná brambora Amflora
V březnu 2010 schválila Evropská komise pěstování geneticky modifikované odrůdy brambory Amflora, kterou vyvinul německý chemický koncern BASF. Modifikace spočívá ve vyřazení syntézy amylózy, škrob v bramboře je pak tvořen pouze amylopektinem. To je výhodné při využití v průmyslu (textilní, papírenský), při kterém je amylóza z hlediska kvality nežádoucí a odděluje se.
Ačkoliv je Amflora určena pro průmyslové účely, byla schváleno i její použití jako krmivo, nesmí však být podávána jako potravina pro lidi. Kritici varují, že genetickou manipulací byl do rostliny vložen také gen zajišťující odolnost vůči některým antibiotikům, což by mohlo vést k větší rezistenci bakterií. Zkoumání evropských úřadů pro léčiva a pro bezpečnost potravin však potvrdila bezpečnost, mimo jiné proto, že se sporný gen v přírodě běžně vyskytuje.

### Geneticky modifikovaná kukuřice NK 603
V září 2012 byla v odborném časopise Food and Chemical Toxicology zveřejněna studie francouzských vědců, podle které ve skupině myší krmených geneticky upravenou kukuřicí NK 603 po 17 měsících bylo pětkrát víc mrtvých jedinců než v kontrolních skupinách. Většina samiček onemocněla rakovinou prsu, samečci často měli nádory kůže nebo ledvin. Studii po dva roky prováděl tým expertů z univerzity v Normandii pod vedením Gillese-Erica Seraliniho. Vědci sledovali 200 myší, kterým podávali geneticky modifikovanou kukuřici NK 603 americké firmy Monsanto nebo běžnou kukuřici. Dr. Seralinimu bylo však prokázáno ovlivňování experimentu a jeho studie byla nedlouho po zveřejnění vědeckou obcí odmítnuta jako zmanipulovaná a fakticky publikována pouze s cílem získat popularitu.

## GM živočichové
Genetickou modifikací buněk křečka (1994), pěstovaných v kultuře a syntetizovaných deoxyribonukleázou, byl vynalezen způsob, jak pomoci pacientům s cystickou fibrózou. Jeho působením je tak rozpouštěn hlen hromadící se v plicích, který může způsobit zadušení.
Transgenní zvířata – geny mohou být do zvířat vloženy transfekcí. Metody transfekce:
- lipofekce (prostřednictvím micel z lipidů)
- transfekce pomocí retroviru
- mikroinjekce
- embryonální kmenové buňky

Všechny metody mají nízkou účinnost (max.5%), proto je nutná selekce.

## Spory ohledně genetických modifikací

### Ilegální kontaminace potravin neschváleným GMO

#### Čínská GM rýže Bt63
V Evropě zatím neuznaná čínská GM rýže Bt63 byla v Evropě odhalena při náhodných kontrolách v letech 2006 a 2007, a to ve Velké Británii, Francii, Německu a Rakousku. Evropská unie požádala Čínu o zavedení opatření k zamezení nelegálního exportu této GM plodiny do EU, neboť bezpečnost tohoto GMO nebyla prověřena a GM rýže nebyla schválena pro použití v potravinách.
Jelikož Čína export ilegální GM rýže nezastavila, schválila Evropská komise opatření s platností od 15. dubna 2008. Stálý evropský výbor proto potraviny a krmiva vyžaduje na čínskou rýži a produkty z ní vyrobené certifikát, že neobsahuje ilegální GM plodinu Bt63. Evropská komise zavedla tato opatření na 6 měsíců a poté bude účinnost opatření vyhodnocena.

#### Americká GM rýže LL 601
Státní zemědělská a potravinářská inspekce informovala v polovině června 2008 o tom, že na český trh proniklo asi 38 tisíc balení rýže obsahující neschválenou geneticky modifikovanou rýži LL 601 firmy Bayer Crop Science. Jednalo se o výrobky Euroshopper Rýže dlouhozrnná – varné sáčky (balení 400g, šarže 2101082, DMT 210709) a Rýže dlouhozrnná – varné sáčky (balení 480g, šarže 2201081, DMT 220709).
Inspekce zakázala prodej rýže a firma Podravka-Lagris a.s. musela stáhnout výrobek z obchodní sítě. Geneticky modifikovaná rýže LL 601 není zatím v EU povolena ani pro lidskou výživu ani pro zvířecí krmiva.
V minulosti podobným problémům s ilegální kontaminací GM rýží čelila řada zemí EU, ale také Švýcarsko nebo Japonsko. Je velmi pravděpodobné, že podobných událostí bude v budoucnu přibývat s přibývajícím množstvím transgenních odrůd legálně pěstovaných mimo Evropskou unii a v EU zatím neschválených. Proces schvalování nových GMO odrůd trvá v Evropě o několik let až desetiletí déle než v hlavních zemích exportujících zemědělské komodity. Přibývající množství pěstovaných odrůd bude rovněž komplikovat jejich testování, protože přítomnost rozdílných transgenů u každé odrůdy musí být testována zvlášť.
Odrůdy rostlin, které EU schvaluje nebo byly již v EU schváleny ať již pouze pro prodej nebo i pro pěstování možno vyhledat v databází GMO compass EU. Databázi GMO odrůd schválených v celém světě spravuje kanadská firma AgBios.

### Postoj USA a úniky z WikiLeaks
Podle úniku diplomatických depeší, zveřejněných na WikiLeaks, Spojené státy americké uvažovaly o pomstě Evropské unii za odpor vůči geneticky modifikovaným potravinám. V plánu bylo vypracování seznamu zemí, jimž „je nutno se pomstít“, tím vyvolat „určité obtíže“ v EU jako celku (podle paradigmatu kolektivní viny), podpořit tím hlasy podporující biotechnologii v EU, stejně jako se dále „zaměřit na nejhorší viníky“ (uváděna je Francie, která odmítla dovoz geneticky modifikované kukuřice patentované nadnárodní korporací Monsanto). Tato msta měla být „proveditelná po dlouhé období“, protože „nemůžeme očekávat rané vítězství“. Podle depeše se americká strana snažila bojovat i proti odporu katolických biskupů (především rozvojových zemí), kteří GMO též odporují, tím, že by zatlačila i na papeže, u kterého usuzuje, že je v podstatě pro geneticky modifikované plodiny.

### Studie Earth Open Source
Tým zainteresovaný v neziskové organizaci Earth Open Source shrnul některé dostupné zdroje v oblasti přínosů (avizované výrobci, zastánci a propagátory GMO) a dopadů geneticky modifikovaných organismů, zejména GM plodin. Jejich zpráva je nicméně značně tendenční, a mimo ověřených vědeckých zdrojů využívá také například televizní reportáže nebo novinové články.

## Dopady
Geneticky modifikované plodiny, které mají vlastní insekticid δ-endotoxins (Cry) a nejsou stříkány dodatečnými insekticidy, mají oproti nemodifikovaným plodinám postřikovaným insekticidy méně hmyzích škůdců i predátorů a překmity mezi jejich stavy nezasahují tolik do jejich vzájemné zpětné vazby.
Podle agrárního analytika Petra Havla se za 20 let pěstování GM plodin na plochách, na kterých jsou GM plodiny pěstované, snížila spotřeba pesticidů o 37 % a výnosy z těchto plodin vzrostly o 22 %. Hodnoty vycházejí z metaanalýzy 147 odborných studií. Metaanalýza prokazuje přínosnost geneticky upravených plodin. Zákaz GMO plodin přispívá ke globálnímu oteplování.
Podle metaanalýzy studií za 21 let (první krok zahrnoval přes 6000 studií) byly u GM kukuřice o 5.6 až 24.5% vyšší výnosy a zároveň nižší koncentrace mykotoxinů (−28.8%), fumonisinů (−30.6%) a trichothecenů (−36.5%).

## Kontroverze
Produkce a využívání GMO je jedním z typicky společensky kontroverzních témat, a to zejména v oblasti geneticky modifikovaných potravin, tedy především GM plodin a produktů, které se z něj vyrábějí. Do sporů se zapojují různorodé subjekty – producenti, vědci, specializované vývojové společnosti, správní orgány, politická reprezentace, spotřebitelé a v neposlední řadě i nevládní organizace s ekologickým zaměřením. Stěžejní spory se v současné době vedou především o to, zda mají být prodávané GM potraviny zvlášť označované, jakým způsobem by měl stát jejich výrobu a prodej regulovat, jaký efekt mají GM potraviny na zdraví konzumentů a vztah GM k přírodnímu prostředí, důsledky jejich pěstování pro zemědělce a jejich současná a budoucí role ohledně nasycení neustále vzrůstající populace Země.

### Označování produktů
V České republice podléhají GM potraviny relativně přísné regulaci na celoevropské úrovni, konkrétně nařízení EP a R (ES) č. 1829/2003, což by mělo zajišťovat jejich vysoký standard prověření podle v souladu s aktuálním vědeckým poznáním. Podle Nařízení musí být větou „Tento produkt obsahuje geneticky modifikované organismy (event. konkrétní název organismu)“ všechny potraviny jako GM potraviny označeny všechny potraviny, které obsahují podíl geneticky modifikovaných složek vyšší než 0,9 %. To způsobuje vyšší náklady na označování při masivním dovozu plodin a potravin ze zemí, kde podobná regulace neplatí (Brazílie, Argentina, Kanada, většina států USA).
Odpůrci označování GM potravin naopak poukazují na to, že jeho podporovatelé ho veřejně označují jako první předstupeň úplného zákazu, a dále na fakt, že bez studií prokazujících nebezpečnost GM potravin vyvolává tento postup ve spotřebitelích ničím nepodložené obavy. Článek časopisu The Economist z r. 2014 uvádí, že ačkoli by GM potraviny mohly pomoci zasytit až 842 milionů lidí, kteří v současné době ve světě trpí podvýživou, některé právní úpravy (v tomto případě stát Vermont v USA), které požadují zvláštní označování všech potravin, jejichž jakákoli složka pochází z GM organismů, mohou vést k (ne)zamýšlenému následku spočívajícímu v přerušení dosavadního šíření GM technologií do chudších zemí třetího světa, které trpí lokálně nebo celkově systémovým nedostatkem potravin.
Geneticky modifikované organismy podléhají z hlediska  legislativy, uvedením na trh a veřejném mínění přístupu Evropské unie. Dále mezinárodní úmluvy, která je složena z následujících úmluv:
·      Úmluva o biologické rozmanitosti
o   Jejím cílem je udržitelné využití biologicky rozmanitých organismů a rovnoměrně rozdělené přínosy z genetických zdrojů.
·      Nagolský protokol
o   Byl přijat v roce 2010 a zabývá se pojetím genetických zdrojů jako materiál stejně rovnocenný jako rostlinný a živočišný materiál. Zde v ČR za to odpovídá Ministerstvo životního prostředí spolu s Ministerstvem zemědělství.
·      Cartagenský protokol
o   Od roku 2000 se zabývá pohybem živých modifikovaných organismů z jedné země do jiné a to především o země, které nemají právní předpisy o GMO.
·      Aarhuská úmluva
o   Se zabývá právní ochranou a informacemi o životním prostředí s GMO a zajištění aktivní účasti veřejnosti v rozhodovacích procesech.
·      Transatlantické partnerství pro obchod a investice
o   Volný obchod s GMO mezi USA a EU.

### Studie škodlivosti GM organismů
Podle aktuálního stavu vědeckého poznání (2018) nebylo prokázáno, že by potraviny vyráběné z geneticky modifikovaných plodin, které jsou v současné době dostupné spotřebitelům, představovaly větší zdravotní riziko pro konzumenty než potraviny, jejichž původ nebyl touto technologií ovlivněn. Přesto existuje mezi odbornou veřejností shoda na tom, že nezávadnost každé nové geneticky modifikované potraviny musí být před uvedením na volný trh testována.
Bez ohledu na shodu ve vědecké sféře panují v laické veřejnosti podstatně větší obavy ohledně nezávadnosti geneticky modifikovaných potravin. Uvedený stav se přímo promítá do současné právní úpravy, kterou pro produkci, testování a obchodní využití geneticky modifikovaných potravin stanoví jednotlivé státy, zejména v zemích s vyšším HDP. Do celkové podoby národní regulace se tak vedle stanoviska odborníků podstatným způsobem promítá i poptávka ze strany veřejného mínění, přičemž současná globální situace je taková, že USA a Čína GM potraviny masivně produkují a exportují, zatímco Evropská unie se staví k jejich rozšiřování velmi konzervativně. Např. v případě potravinové pomoci Zambii a Zimbabwe došlo za hlasité kritiky USA a Světové zdravotnické organizace k odmítnutí potravinové pomocí s genetickými modifikacemi i navzdory trvajícímu hladomoru. Uvedené vede k relativně přísné regulaci v některých zemích a relativně liberálnímu přístupu ve státech, kde je zvláštní právní úprava této problematiky minimální.
Společnost spotřebitelů organických potravin (Organic Consumers Association), Unie angažovaný vědců a (Union of Concerned Scientists) a uskupení Greenpeace zdůrazňují, že rizika spojená s produkcí a využitím GM organismů dosud nebyla dostatečně přesně definována a tím pádem dosud nemohla být ani efektivně vědecky potvrzena či vyvrácena, a současně zpochybňují objektivitu odpovědných státních institucí. I některé renomované zdravotnické asociace upozorňují na fakt, že vzhledem na relativně krátkou dobu, po kterou jsou GM potraviny celosvětově produkovány, zatím chybí studie dlouhodobých dopadů jejich vlivu na lidské zdraví, a navrhují buďto jejich povinné formální označení, nebo přímo odklad distribuce těchto produktů. Obavy vzbuzuje zejména
- kontaminace geneticky neupravovaných potravin
- dopady na přírodu a životní prostředí[42]
- neschopnost státních úřadů dostatečně efektivně reagovat na aktuální vědecká zjištění[43]
- soustředění rozhodujícího vlivu na celosvětové zásoby potravin v rukou společností produkujících GM potraviny
- obavy o nadužívání herbicidů, zejména glyfosátů[44]
- potenciální vznik nových alergií
- využívání GMO ke zvyšování cen a profitu, celkový tlak kupovat doplňkové produkty a tím vytlačení konkurence, popřípadě možný vznik korupce, kterému se snaží zabránit Ústřední kontrolní a zkušební ústav zemědělský
- odolnost vůči bakteriím, kdy díky pesticidům dochází k evolučním procesům u škůdců, čímž při požití potravy u člověka může dojít k modifikaci střevních bakterií na ,,malá monstra‘‘
- vznik superplevelů, kdy dochází k přenosu genů na druhově příbuzné rostlin[45]

### Séraliniho studie
Gilles Éric Séralini (*1960) je francouzský molekulární biolog, který publikoval v roce 2012 závěry svého výzkumu, ve kterém jeho tým zjistil, že konzumace GM kukuřice způsobuje u laboratorního potkana Sprague Dawley dramatické navýšení výskytu nádorů ledvin a jater. Sám Séralini byl již v nultých letech 21. století aktivně činný ve vědeckých kruzích, které se k užívání GMO stavějí spíše skepticky, byl např. prezidentem Výboru pro výzkum a nezávislé informace o genetickém inženýrství (CRIIGEN), který byl založen pro pochybnosti ohledně přesnosti výzkumů týkajících se GMO v roce 1999.
Před celkovou prezentací závěrů výzkumu byly závěry a data zveřejněny pouze částečně a pod příslibem zachování mlčenlivosti. Séralini se rozhodl zveřejnit studii v plném rozsahu až v souvislosti s tiskovou konferencí, v rámci které byly závěry studie prezentovány tak, že zdůrazňovaly souvislost mezi výživou GM potravinami, užíváním herbicidu Roundup a zvýšením výskytu nádorů u pokusných zvířat. Časopis Nature konstatoval, že prezentace představovala agresivní nátlak na veřejné mínění.
Přestože vydaný článek byl původně schválen recenzenty, na četné námitky jiných vědeckých týmů byl následně původním vydavatelem (Food and Chemical Toxicology) stažen. Předmětem kritiky byl především nedostatečný počet zvířat zapojených do výzkumu a dále fakt, že u tohoto typu pokusných zvířat dochází ke zjištěným nádorovým onemocněním ve vyšším věku častěji bez ohledu na způsob jejich výživy.
Studie byla následně v roce 2014 vydána znovu časopisem Environmental Sciences Europe, ovšem bez nového recenzního řízení, zato s kompletními výzkumnými daty. Republikace proběhla na žádost správních orgánů EU, Kanady, Německa, Francie a Nového Zélandu, které měli zájem na podrobném prověření získaných dat. V červenci 2015 vydala Mezinárodní agentura pro výzkum rakoviny zhodnocení, ve kterém se uvádí, že závěry studie nejsou dostatečně průkazné, neboť výzkum zahrnoval nedostatečný počet zvířat, histopatologický popis nádorů byl nedostatečný a nezabývala se možnými příčinami vzniku nádorů u jednotlivých zvířat.
Federico Infascelli pravděpodobně provedl vědecký podvod, aby prokázal škodlivost GMO. Řada nositelů Nobelovy ceny kritizuje Greenpeace za postoj proti GMO.